# Aprilsnar i danske medier
Det er en tradition at de danske nyhedsmedier hvert år 1. april bringer en aprilsnar i form af en nyhed som ikke har noget på sig. Her udnytter man mediernes egen retorik og troværdighed til at skrive ofte provokerende nyheder, som mange hopper på, selv om de for en skeptisk granskning afslører sig selv – både i kraft af deres usandsynlighed og så fordi det er kutyme at nævne datoen i teksten eller indslaget.

## 1914
- (Københavnsk avis): Solen sov over sig og stod 9 minutter for sent op.[2]

## 1946
- Statsradiofonien (nu DR): Opfinder har konstrueret apparat, der kan se et hvilket som helst sted på kloden.[2]

## 1960
I 1960 blev Sorø Sø tørlagt, fordi spasmagere havde fjernet bundproppen. Det kunne man i hvert fald konkludere på baggrund af en artikel i Folketidende den 1. april. Nysgerrige fra alle ender og kanter valfartede til Sorø for at se fænomenet. [kilde mangler]
Enkelte blev sure, da de opdagede, at det var en aprilsnar begået af journalist Holmgaard og fotograf Ellen Skovmand.

## 1976
Fabrikken (De Danske Spritfabrikkers fabrik til produktion af Gammel Dansk i Roskilde red.) gjorde sig blandt andet bemærket, da den lokale avis Roskilde Tidende bragte en historie om en produktion, der ved en fejl havde fået for høj alkoholprocent til det danske marked. Da man ikke kunne sælge produktet, kunne avisen meddele at man ville forære det væk til byens borgere, mod at man selv havde emballage med. Næste morgen mødte mange frem med med alt fra 1½ liters flasker til baljer – eddike var udsolgt i hele byen, idet folk tømte dunkene i kloakken med henblik på at fylde dem med spiritus. Det viste sig imidlertid, til manges store skuffelse, at avisartiklen var en aprilsnar.

## 1980
- TV-Avisen (DR): De nyindførte 20-kronesedler havde to gråspurve på bagsiden – en af hvert køn. Det blev påstået at hvis hannen kun havde ét ben, var sedlerne falske. (Af tegnemæssige årsager er hannens ene ben dækket af kroppen, så i virkeligheden var der kun tre gråspurveben på sedlerne. Se billede Arkiveret 7. april 2014 hos  Wayback Machine) Det var Roskilde Tidende, som bragte nyheden om de "falske" penge. Der stod også, at man kunne få ombyttet de falske penge på posthuset samme dag – køen var lang.

## 1981
- Radio Syd meddeler, at en frihedskæmper vil møde op til modtagelse på torvet i Varde. Han havde, siden afslutningen af 2. verdenskrig, gemt sig på det militære skydeterræn Kallesmærsk Hede ved Oksbøl.

## 1982
- Radio Syd får folk til at strømme til Haderslev Rådhus for at se Dallas-skuespilleren Larry Hagman, som angiveligt var på gennemrejse. Larry Hagman's forfædre var, ifølge Radio Syd, fra Haderslev. Hagman var ledsaget af sin bodyguard Ran Slirpa (aprilsnar læst baglæns).

## 1983
- TV-Avisen (DR): En chokoladefabrikant sælger påskeæg med levende kyllinger.

## 1984
- TV-Avisen (DR): Postvæsenet vil nu introducere frimærker med negativ værdi – på den måde kan man nedskrive værdien af sin overfrankering og undgå at forære postetaten merportoen. I praksis skal folk henvende sig på posthuset hvor de vil få udleveret frimærkerne sammen med tilsvarende beløb i kontanter (man må formode at folks moral bliver sat på en hård prøve).

## 1985
- TV-Avisen (DR): En opfinder har ved et tilfælde opdaget, at det er muligt at modtage satellit-TV uden en parabol. Man skal blot beklæde en stegepande med stanniol og vikle antenneledningen rundt om håndtaget (efter sigende steg salget af sølvpapir)

## 1986
- TV-Avisen (DR): Hjertepiller i benzinen sparer mange penge.

- TV-Avisen fortæller at Danmarks elforsyning skal omlægges fra 220 volt til 110 volt. Det vil spare landet for halvdelen af energiudgifterne, forsikrede flere eksperter. I en sidebemærkning blev det samtidig oplyst at det fremover nu vil komme til at tage den dobbelte tid at f.eks. koge et æg, lave kaffe etc.

## 1987
- Ekstra Bladet fortæller om en særlig skat, som overvægtige mennesker skal betale.

- Kanal 2 rapporterer fra Københavns Rådhus, der er ramt af en storbrand.

- Trafikminister Frode Nør Christensen præsenterer i TV-Avisen en ny type miniparabolantenner, der skal overflødiggøre dyre investeringer i nye sendemaster.

- Frederiksborg Amts Avis oplyser, at telefonselskabet KTAS søger medarbejdere til en telefoncentral fra 1953, der er mere driftssikker end de nuværende telefoncentraler.

- Information beretter om forslag fra undervisningsminister Bertel Haarder om genindførelse af morgensangen i landets skoler.

- Information bringer en kronik af Iurian Zweig om radioquartzsyndromet, som hævder at plastfyldninger giver utilsigtet radiomodtagning hos patienterne.

## 1988
- TV-Avisen fortæller at stolene i folketingssalen skal ombetrækkes, så hver parti har hver sin farve.

## 1989
- Unge mod EF indrykker falske jobannoncer i flere dagblade, hvor de søger 'humorister til EF'. Politiken, 18. januar 1990.
- TV-Avisen (DR): Der indføres minus-frimærker til at sætte på overfrankerede breve. Man får så udbetalt det beløb som man afhenter minusmærker for på posthuset.

## 1990
- TV-Avisen (DR): Danske seværdigheder og kulturskatte beskyttes på nye måder. Bl.a. falder den lille havfrue ned i et beskyttelsesrum hvis nogen kommer for tæt på.

## 1991
- TV-Avisen (DR): Middelbølgehøjden i Atlanterhavet er ifølge engelsk forskerhold steget med 25 procent. Dette indslag af Morten Hartkorn var faktisk sand.[5]

## 1992
- TV-Avisen (DR): Nu skal der indføres CO2-afgift på mennesker.

## 1993
- TV-Avisen (DR): Nye fisk gensplejset.

## 1994
- TV-Avisen (DR): Det danske forsvar vil hjælpe til med at passe børnene i de danske børnehaver, hvor mange pædagoger er gået på orlov. Forsvaret mangler opgaver, og ser dette som en oplagt tjans for raske soldater.

## 1995
- TV-Avisen (DR): En haj er sluppet løs fra Kattegatcentret.

## 1996
- TV-Avisen (DR) får miljøminister Svend Auken til at kommentere en opfindelse. Der var nemlig udviklet en omskifter-kontakt, så den enkelte forbruger kan skifte mellem elektricitet fra de svenske atomkraftværker henholdsvis kulfyrede kraftværker. - Mere præcist var det Holger Skjerning fra REO (Reel Energi Oplysning), der opfandt "atomstrømsseparatoren". Han var lektor i fysik, energi og klima ved DIA/DTU indtil 2006.

## 1997
- TV-Avisen (DR): Klinik til behandling af folk med tunnelangst er overbooket.

## 1998
- TV-Avisen (DR): Campingvogne skal passere Storebæltsbroen i konvoj.

- Idrætssamvirket i Aarhus bringer nyheden, at Aarhus lige havde skrevet kontrakt om et kæmpestort indendørs søsportscenter på Aarhusbugten med sejlads, vandski, surfing osv. Historien blev 10 dage senere uddybet i Århus Stiftstidende uden at nævne, at det var en aprilsnar. [MANGLER KILDE]

## 1999
- TV-Avisen (DR): Undervandsvinduer i katamaran-færger er Scandlines seneste tiltag.

## 2000
- TV-Avisen (DR): Man har nu gensplejset en rødspætte med en bestemt alge, og dermed udviklet en "grønspætte".

## 2001
- TV-Avisen (DR): Virus går i TV'et og får det til at slukke.
- BT: Metro-tog kørt op på Rådhuspladsen. Til brug for det tilhørende billede havde man opsat forenden af et stockholmsk T-bane-tog, der pegede skråt op i luften og var omgivet af opbrækkede brosten.
- Internettjeneste Opasia prøver at bilde sine brugere ind, at webbutikker skal følge samme lukkelov som fysiske butikker.

## 2002
- Danmarks Radio åbner et websted for folk, der gerne vil være studieværter, hvor man kan blive castet online. Omkring 10.000 når at tilmelde sig.[2]

## 2004
- Berlingske Tidende: Børsteorm fundet på Mars. Artiklen indeholdt et manipuleret foto af en børsteorm – angiveligt det først fundne liv på Mars.
- Kristeligt Dagblad: Kirkeminister Tove Fergo har inviteret alle landets biskopper på et luksuskrydstogt i Det Caribiske Hav til 30.000 kroner per mand.
- Ekstra Bladet: Den omstridte busterminal på Rådhuspladsen i København var revet ned i løbet af natten.
- Danmarks Tekniske Universitet udsendte en pressemeddelelse om, at der ville gå glaspest i de optiske fibre og lægge internettet ned.
- DRs hjemmeside: DR indfører 3D-teknologi på deres hjemmeside.
- Dagbladet Information: "Biologiske kampstoffer fundet i Irak". Danske tropper i Irak havde fundet Saliva (spyt) i et hus. Information kørte på navneligheden med Sarin. "store mængder produceres i Kina, Indien og Indonesien".

## 2005
- Politiken: Menneskets evne til at lyve er ikke lige så gammel som sproget, men er først opstået i nyere historisk tid, nemlig i 1500-tallet i Europa. Dette afsløres i et storstilet forskningsprojekt hvor Syddansk Universitet og universitetet i Regensburg har samarbejdet om at kortlægge løgnens historie. Denne aprilsnar er en meget præcis parodi på socialkonstruktivistisk forskning, hvor alt det vi troede var naturligt viser sig at kunne spores til et bestemt tidspunkt i historien. (Journalist: Nils Thorsen).
- 'Ekstra Bladet: Den næste Indiana Jones-film skal indspilles i Danmark, nærmere bestemt København og Bornholm (Østerlars Kirke).
- GAFFA: bassisten Stig Pedersen forlader rockbandet D-A-D og erstattes af Wili Jønsson.[6]

## 2006
- Politiken: Folk kan selv scanne deres kødpålæg på en almindelig scanner og sende filen ind til firmaet Meat Guard, som ud fra scanningen kan spore mængden af mikroorganismer i kødet og umiddelbart vil svare om det er forsvarligt at spise kødet. Denne aprilsnar bygger på den aktuelle sag om problemer med Levnedsmiddelkontrollen. (Journalister: Henrik Larsen og Bjarne Schilling).

- TV 2: Det vil indføres hastighedsbegrænsning på 20 km/t for cyklister i centrum af Stockholm. TV 2 vidste dog ikke, at dette var en aprilsnar. Man hentende informationen fra Ritzaus Bureau for som havde citeret den svenske avis Dagens Nyheter, at bystyret forsøgsvis ville nedsætte hastigheden på tre udvalgte vejstrækninger fra 1. maj til udgangen af august. TV 2 måtte senere indrømme, at man var blevet snydt: [7]

- Dagbladet Information: Regeringen har besluttet at privatisere og sælge tre af de danske universiteter og højere læreanstalter, nemlig Syddansk Universitet, Copenhagen Business School og Danmarks Tekniske Universitet. Dog ikke RUC, "da det desværre var småt med interessen". Blandt de potentielle købere er Grundfos, Novo Nordisk og A.P. Møller. Denne aprilsnar viste sig så troværdig at Ritzaus Bureau hoppede på den og sendte denne nyhed ud, men kort efter måtte dementere den. (Journalister: Mette-Line Thorup og Kristian Villesen).

- Ekstra Bladet: Her fortalte man, at Danmarks tidligere udenrigsminister Uffe Ellemann-Jensen skulle være konverteret til islam. I historien kunne man læse et kort interview med Ellemann, der fortalte, at han konverterede i efteråret 2005, fordi han har erfaret, at islam kunne give ham en 'fred i sindet'. Det blev antydet i det fingerede interview, at Ellemans kritiske udtalelser om Muhammed-tegningerne dermed kunne skyldes hans konvertering.

- Berlingske Tidende: Her var historien at islændingene nu vil til at bygge endnu et operahus i København, denne gang på Refshaleøen – lige ved siden af Operaen på Holmen – og både Det Kongelige Teater og de københavnske politikere bakker op om projektet. Kulturborgmester Martin Geertsen var endda parat til at give islændingene lov til at bygge en gangbro fra indre by til det nye operahus. (Journalist: Søren H. Schauser)

- Kristeligt Dagblad skrev at Tove Fergo vender tilbage til posten som kirkeminister. Denne aprilsnar skal ses i lyset af hendes kontroversielle ministerperiode.

- GameSpot laver en artikel om (det fiktive) computerspil World of StarCraft er sat i produktion. Det skulle minde om World of WarCraft, men udspille sig i StarCrafts univers.

## 2007
- Xboxlife.dk bringer en nyhed om, at Fox og LucasArts er gået sammen om et noget usædvanligt samarbejde om et ret overraskende Arcade spil til Xbox 360 baseret på filmen Borat. → Historien
- Politiken: En afsløring af Nanna Birk Larsens morder i DR's TV serie Forbrydelsen kan betyde at DR må skrive serien om. I slutningen af artiklen findes et link til en hjemmeside der angiveligt skulle huse en video af den pågældende. Morderen på videoen viser sig at være Tøger Seidenfaden der, iført paryk og islandsk sweater, udbryder "Aprilsnar".
- Ekstra Bladet: Klaus Riskær har ekstraordinært fået ændret sin dom, så han kan afsone hjemme med elektronisk fodlænke i stedet for at sidde i fængsel. Derfor har han købt en meget stor lejlighed lige ved siden af en natklub, sådan at fodlænken får rækkevidde nok til, at han kan bruge sin tid på natklubben.
- Ekstra Bladet: Bestyrelsesformanden for FC København, Flemming Østergaard, stiller op til Folketinget for Socialdemokraterne – til stor overraskelse for bl.a. kulturminister Brian Mikkelsen (K), som troede, at Don Ø var borgerlig.
- Søndagsavisen: "Det tyske tv-selskab RTL har købt DR's koncerthus ... RTL's egne programmer får sendetid på dansk tv. ... Alarm Für Cobra 11 – Die Autobahnpolizei."
- Berlingske Tidende: DR skulle angiveligt have planer om at sælge den 4,7 mia. kr. dyre DR-by for at flytte til et billigere hovedsæde i Söderkula – en forstad til Malmö i Sverige.
- Computerworld.dk: "Efter udenlandsk forbillede er danske biavlere begyndt at udstyre hele bi-bestande med RFID-chips. [8] "Den Digitale Biavl" hedder projektet, der bliver karakteriseret som 'ekstremt lovende' fra flere sider." Bemærk i øvrigt opfølgningen fra læserne, gjort mulig af det faktum, at Computerworld har form af en blog.
- Ingeniøren: [9], En ny virus mianaster, truer ikke blot computere, men derimod hele el-nettet.
- Ritzau: Bornholms Politi havde meddelt Ritzau, at der var brand i lystbådehavnen i Aakirkeby. Aakirkeby ligger dog midt inde på Bornholm, langt fra nærmeste havn. Imidlertid havde Jyllands-Posten nået at trykke bommerten, inden Ritzau trak historien tilbage.
- TV 2 Vejret kl.18:20: Der vil komme en dobbelt måneformørkelse, idet at både Jorden og Venus vil kaste skygger på Månen fra nu af indtil 2. april. Ej gengivet ordret!
- TV 2/Nord: TV 2/Nord meddelte i deres 19:30-udsendelse at de ville flytte hele redaktionen til Limfjordsøen Egholm. Desuden havde de købt 5 speedbåde, så de kunne komme hurtigere rundt i regionen. Ydermere havde de fået Color Line til at stille en færge til rådighed så alle deres biler m.m. kan komme til lands.
- BT: Gasolin' afholder en stribe koncerter til sommer og vil måske derefter genopstå som gruppe, da Kim Larsen er træt af sin gruppe Kjukken.
- I Form: [10]. 10-25kg overvægt giver styrketræning, hver gang vi rejser os fra sofaen.
- Digitalmagasinet.dk: [11] Revolutionerende ny 12,5 gigapixel-sensor giver digitale kameraer næsten uendeligt mange megapixels.
- Århus Stiftstidende: Den kriseramte fodboldklub AGF skal overtages af en række kendisser med Thomas Helmig og Flemming Bamse Jørgensen i spidsen samt den islandske kapitalkæde, som står bag Nyhedsavisen og Magasin.

## 2008

### Aviser og blade
- 24timer: Den 1. maj og Grundlovsdag slås sammen til en demokratidag d. 14. maj. De første to år får alle offentligt ansatte en isvaffel som kompensation d. 1. maj.
- Amager Tidende: Amager Tidende solgt til Skåne med det nye navn "Amager Tidning". Historien Arkiveret 21. februar 2014 hos  Wayback Machine.
- Berlingske Tidende:
  - Tobaksrygning er en hovedfaktor i Global opvarmning. Og da antallet af rygere falder, vil det alene være nok til at standse afsmeltningen fra polerne. Historien
  - To nye ægtyper med særligt meget A og B-vitamin er på vej fra Danæg-koncernen. A- og B-æggene skal lægges af særlige A-og B-høner, der ligesom A- og B-mennesker har forskellige døgnrytmer. Historien
  - Enlige danskere skal have en særlig "singlecheck" og ret til at møde senere om mandagen. Historien
  - DSB tilbyder sine kunder at købe en fast cykel-P-plads med gratis pumpning. Historien
- B.T.: Naser Khader hyrer Thomas Blachman som åndelig vejleder for Ny Alliance. [12]
- Ekstra Bladet og Politiken havde stort set samme historie om at Heidi var røg ud af X Factor grundet en fejl fra TDCs side i SMS-afstemningen under semifinalen, der gjorde, at flere hundrede tusinde stemmer ikke nåede frem. [13] Dog afviser begge aviser at have talt sammen om historierne. [14] [15]. Fyens Stiftstidende blev i dette sammenhæng – som de selv siger det – "taget med smækbukserne nede". [16].
- Computerworld: "Tre gange i løbet af marts måned stod adskillige togstammer stille, da de net-opkoblede passagerer ved et uheld kom til at omkonfigurere lokomotivets motorstyringssoftware". Det fremgår af artiklen [17], at DSB udvider sit trådløse internettilbud til alle IC-tog fra maj måned for at holde på kunderne i de forsinkede tog. Det skulle ellers først have været indført i 2010.
- Farum Avis Furesø: Københavns Metro skal forlænges til Farum. Desuden vil Hillerødmotorvejen blive nedlagt på strækningen Hareskov-Værløse-Farum, men det kompenseres ved, at borgerne i Furesø Kommune vil kunne køre gratis på denne strækning. Historien Arkiveret 19. januar 2022 hos  Wayback Machine
- Frederiksberg Bladet: Borgmester Mads Lebech (C) vil lukke Falkoner Allé for biltrafik pr. 1. april. Datoen er valgt for at give de nyplantede vejtræer de bedste vækstbetingelser. side 2, Historien – set 02.04.08
- Fyens Stiftstidende: Odense vil være bilfri i 2018, idet alle vejene er erstattet af rullende fortove. Historien Webtv – Er du en aprilsnar Arkiveret 2. april 2008 hos  Wayback Machine
- Fyns Amts Avis: Ærø er plaget af muldvarpe som menes at været blevet smuglet til øen..Historien
- Information: CEPOS og CBS fusionerer. Historien Arkiveret 19. januar 2022 hos  Wayback Machine Nyheden blev kopieret af nyhedsbureauet Ritzau og nyhedssiderne børsen.dk og dr.dk.
- Ingeniøren: Kviksølvforureningen af Københavns Havn gør det muligt at spalte havvandet i havnen og derved producere deuterium(!) som skal påfyldes brintbiler og luftskibe (brint har ikke været anvendt til luftskibe siden LZ 129 Hindenburg). Historien Arkiveret 16. oktober 2012 hos  Wayback Machine
- Hillerød Posten: Big Fat Snakes-forsanger vil sammen med investorer anlægge en golfbane i Slotshaven ved Hillerød Slot Historien – set 06.04.08 Arkiveret 19. januar 2022 hos  Wayback Machine
- Kristeligt Dagblad: Roskildebispen Jan Lindhardt meddeler, at han bliver i embedet på livstid. Dette er muligt grundet en middelalderlig regel. Denne udmelding kommer to dage før bispevalget om hans afløser afgøres. Historien
- metroXpress: Grønland er solgt til USA for 1200 milliarder kroner.[18] Historien
- Nyhedsavisen: Morten Olsen trækker sig som landstræner og Henrik Larsen overtager posten. Historien
- Sjællandske: Is- og chokoladeforretningen Emils Chokolade i Sorø uddeler gratis is kl. 15-17 med bl.a. rødkål og forloren skildpadde. Historien Arkiveret 20. april 2009 hos  Wayback Machine og Nyhedsbrev fra Emils Chokolade. Det viser sig, at historien kun delvis var aprilsnar, idet der blev uddelt gratis is, men tilbehøret var camouflage.
- Skagens Avis skriver at der er fundet en stor lomme med naturgas under den mark hvor der hvert år afholdes MC træf på toppen, med det resultat at der nu ikke må ryges under dette års MC træf Historien Arkiveret 21. oktober 2007 hos  Wayback Machine
- Sorø Avis: Forsidehistorien på ugeavisen, der nu er begyndt at udkomme om tirsdagen: Sorø skal være foregangsby ved et vindmølleprojekt på Parnasgrunden ved Sorø. Historien.
- Århus Stiftstidende: Byrådet i Viborg har besluttet at hædre Martin Hoberg Hedegaard fra X Factor med en bronzebuste. Derudover vil Sct. Mathias Gade bliver omdøbt til "Sanger Martins Gade". Det kunstneriske arbejde vil blive udført af kunstnergruppen ParliOne. Historien (Webside ikke længere tilgængelig)
- borsen.dk har flere online aprilsnarre fra 2008: Aprilsnar Top-10 Arkiveret 29. februar 2012 hos  Wayback Machine

### Tv
- 3+: Manchester United ansætter Jose Mourinho som assistenttræner.
- TV 2:
  - Go' Morgen Danmark: Gulpladebiler må fra 1. maj kun køre 70 km/t på motorveje og motortrafikveje. Desuden er overhaling i tidsrummet 07.00-21.00 forbudt. Overtrædelse af hastighedsgrænsen med mere end 10% giver 2 klip i kørekortet.
  - Lorry – Bakken flytter fra Dyrehaven Arkiveret 19. januar 2022 hos  Wayback Machine efter 425 år på grund af for mange naboklager over støjen fra haven, som lederne af den gamle forlystelseshave er blevet godt træt af.
  - TV/Midt-Vest: Der er blevet fundet smuglergods i form af eksotiske krybdyr, slanger og papegøjer i Karup Lufthavn. Da man ikke vil aflive dyrene, foræres de væk til interesserede. Indslaget Arkiveret 19. januar 2022 hos  Wayback Machine
  - TV 2/Fyn: Ifølge nye EU-direktiver skal den fynske specialitet rygeost nu forsynes med mærkater som de kendes fra cigaretpakker. Indslaget Arkiveret 7. april 2008 hos  Wayback Machine
  - TV 2/Vejret: Få fuldt udbytte af vejrudsigten med digital modtager. Se her

### Radio
- Danmarks Radio:
  - DR Sjælland: Storebæltsbroen skal på grund af den globale opvarmning have monteret broklapper, da vandstanden er stigende. Historien
  - DR Østjylland: Isbjørnen i Skandinavisk Dyrepark på Djursland har parret sig med en brun bjørn, og det er der kommet en sort/hvid unge ud af, som minder om en panda. Historien
- Radio 100FM Nyhederne: Statsministeren har på sit ugentlige tirsdags-pressemøde præsenteret en ny lov, der medfører, at det er lovpligtigt at bruge cykelhjelm i landets 4 største byer. Et lovbrud vil udløse en bøde på 1.000 kr. Ritt Bjerregaard udtaler, at hun vil tage den første cykelhjelm på.

### Internettet
- Arbejderen.dk Dagbladet Arbejderen narrer sine læsere med en opdigtet historie om at Ungdomshus-grunden på Jagtvej 69 og nabohusene vil blive købt af Københavns Kommune, der vil bygge et storcenter på grunden. Historien (Webside ikke længere tilgængelig)
- bold.dk: Lyngby Boldklubs Rasmus Marvits kommenterer en række af dagens fodbold-relaterede nyheder – herunder Randers FC's nye storsponsor, Randers Regnskov, der medfører at søkoen Gaffa skal pryde klubbens nye logo. Historien. Liste over alle historierne
- CRN: IT-branchebladet CRN fortæller læserne, at tv-personlighed Thomas Blachman skal være ny direktør i computerfirmaet Hewlett-Packard Historien
- Dansk Fjernvarme: Fjernvarmeleverandøren tilbyder fra dags dato ny og hurtig internetforbindelse direkte gennem fjernvarmerørene. Forbindelsen sker via en special-router tilsluttet radiatoren. Historien Arkiveret 4. april 2008 hos  Wayback Machine
- Forsvaret: En amerikansk rumfærge skal lande i Jylland. NASA vil bygge et nyt, stort rumfartscenter på Flyvestation Karup Historien – set 01.04.08.
- Gaffa: X Factor-vinderen Martin Hoberg Hedegaard udsender album den 26. maj Historien Arkiveret 4. april 2012 hos  Wayback Machine
- Islam Demokraterne: En gruppe tyvstarter 31. marts årets aprilsnar ved at lave et website – set 31.03.08 (Webside ikke længere tilgængelig) og udsendte en pressemeddelelse med en historie om stiftelsen af et nyt parti ved navn Islam Demokraterne. Historien – set 02.04.08. Ekstra Bladet (Webside ikke længere tilgængelig) og Politiken Arkiveret 1. april 2008 hos  Wayback Machine hopper på historien, men folkene bag aprilsnarren afslørede allerede samme dag, at der var tale om en tidlig aprilsnar.
- Pressefotografforbundet: Forbundets webmaster fyret på grund af spam Historien Arkiveret 27. februar 2012 hos  Wayback Machine
- Ungnyt.dk: Flere unge klager over splinter Historien Arkiveret 21. februar 2014 hos  Wayback Machine

## 2009

### Aviser og blade
- Ekstra Bladet skriver at Naser Khader skal være Overborgmesterkandidat i København for både Venstre og Konservative. Det var Anders Fogh Rasmussen der overtalte ham over en kop kaffe i Statsministeriet.

→ Historien
- Berlingske Tidende og 24timer påstår at Faderhuset har solgt grunden på Jagtvej 69 (tidl. Ungdomshuset) til en lokal tæppehandler fra Nørrebro, der nu vil bygge en moské på grunden. → Historien fra 24.dk
- Berlingske Tidende har nyt fra Folkekirken. Nu kan du blive gift på Facebook fra 2010 ved at downloade en applikation med navnet "Bryllup ♥". → Historien
- Politikens chefredaktør Tøger Seidenfaden åbner sin egen natklub med navn "Klub T" i Politikens Hus. → Historien
- Computerworld har fået selveste Stein Bagger til at blogge på deres site. → Historien
- B.T. danser også med til en historie om at Anders Fogh Rasmussen skal til fredagsbøn før NATO-topmøde... og at hans kone Anne-Mette sammen med sin dansepartner Thomas Evers Poulsen laver lobbyvirksomhed for sin mand, ved at lave tyrkisk mavedans.
- metroXpress skriver at Storebæltsbroen skal rives ned i 2015, da den til den tid er blevet erstattet af en højteknologisk tunnel, der skal opsuge CO2 fra biltrafikken. → Historien (Webside ikke længere tilgængelig)

- Fyens.dk har nyt på tunnelfronten. Fra 2012 kan du køre i japanske højhastighedstog i en tunnel imellem Aarhus og Odense. → Historien

- Fyns Amts Avis har en historien om et forsøg med miljømærker til biler på Ærø. De mest forurenende biler må således kun køre på landevejene. → Historien (Webside ikke længere tilgængelig)
- Kristeligt Dagblad beretter om bonus på 1.5 millioner kr. til hver af de danske biskopper.  → Historien
- Urban er kommet i besiddelse af en undersøgelse der viser at Jordskælvet i 2008 har fået Rundetårn til at hælde 0,8 cm om året. Wonderful Copenhagen forventer en markant stigning af turister til København. Geologiprofessor Sten Andersen står for opdagelsen. → Historien
- Dagbladet Arbejderen tog afsked med de terrordømte aktivister fra Fighters+Lovers da de stod på Oslo-færgen med enkeltbilletter, for at tage til Norge og søge om politisk asyl. → Historien (Webside ikke længere tilgængelig)
- Se & Hør vil have deres tidligere chefredaktør Henrik Qvortrup tilbage.  → Historien Arkiveret 4. april 2009 hos  Wayback Machine
- Viborg Stifts Folkeblad har ligesom Radio Viborg en Dolly Parton historie. Her vil hun bare kontakte Tinghallen og betale 600.000 kr., da hun føler en ære i at hendes koncerter giver overskud. Historien (Webside ikke længere tilgængelig)
- PC World skræmmer brugerne af Windows XP. De fortæller at styresystemet ikke vil virke om 30 dage. Microsoft bruger en smuthul i deres licensaftale. → Historien
- I Form er på den grønne bølge. De påstår ganske enkelt at grønne grønsager farver huden grøn. → Historien Arkiveret 7. maj 2009 hos  Wayback Machine
- Jydske Vestkysten har købt Stein Baggers yacht. → Historien
- Endelavebladet beretter om at Endelavefærgen skal sælges senest 2025, da der til den tid vil være direkte afkørsel til Endelave via Kattegatbroen.
- Horsens Posten fortæller, at cityforeningen i Horsens laver Europas første overdækkede gågade med en automatisk til-og-fra-rullende dug, så man altid kan gå i tørvejr, når det regner, og i solskin, når solen skinner.

### TV
- TV 2 Sport har afsat 2 af deres studieværter til Vejle Boldklub. Poul Hansen skal være cheftræner og Peter Møller skal være assistenttræner for den nedrykningstruede klub.  → Historien Arkiveret 1. april 2009 hos  Wayback Machine
- TV/Midt-Vest beretter, at Jens Svendsen, bedre kendt som Låsby-Svendsen, stiller op som borgmesterkandidat for Venstre i Ringkøbing-Skjern Kommune under sloganet "Billige boliger til alle". Nuværende borgmester Torben Nørgaard bifalder Jens "Låsby" Svendsens kandidatur.  → Historien
- TV 2/Lorry har en historie om at folk pga. finanskrisen selv henter vand i deres baghave ved at banke et vandrør 20-30 cm i jorden.  → Historien Arkiveret 19. januar 2022 hos  Wayback Machine
- TV 2 Vejret beretter at de fremover vil have live musik under deres vejrudsigter. En seer finder dette meget upassende  → Historien Arkiveret 10. marts 2016 hos  Wayback Machine
- TV3:
  - Sandhedens Time: Sussi La Cour Jakobsen (alias Katja K) deltager som den første kendte i programmet. Hun får tre spørgsmål, og bekræfter at hun har solgt dameundertøj på mål til en mandlig landsholds-håndboldspiller; og at hun blev headhuntet til Ny Alliance, men sagde nej, hvorefter de fik Malou Aamund; at hun en gang har placeret en skjult mikrofon i Bonos guitar, da hun mødte U2 backstage. Derefter bliver det afsløret at det hele var fup.
- TV Syd beretter at tilflyttere til Horsens vil få mulighed for at få en gade eller plads i byen opkaldt efter sig. I den forbindelse bringes et interview med en asiatisk tilflytter som har fået opkaldt pladsen foran Horsens Ny Teater efter sig, sammen med et portræt af sig selv udført i brosten.
- TV 2/Nord har sammen med Mariagerfjord Kommune, [19][20][21] og Danmarks Naturfredningsforening fremlagt planer om et nyt rådhus midt i Mariager Fjord. Rådhuset skulle samtidig fungere som bropille i en ny fast forbindelse igennem fjorden. → Historien Arkiveret 2. oktober 2009 hos  Wayback Machine, → Tegningerne Arkiveret 30. maj 2009 hos  Wayback Machine

### Radio
- DR København bringer et interview med Københavns afgående overborgmester Ritt Bjerregaard, der stiller op til posten som NATO's generalsekretær inspireret af statsminister Anders Fogh Rasmussens angivelige bestræbelser på det samme.
- Radio Viborg fortæller at Dolly Parton kommer til Viborg i juni, og afholder en støttekoncert til fordel for Tinghallen som havde underskud på hendes seneste koncert i Viborg.

- Nova FM fortalte historien om Ritt Bjerregaard der har fået støtte fra Christiansborg i at opføre en statue af sig selv på Rådhuspladsen, der hvor H.C. Andersen statuen står nu. Derudover ønsker Socialdemokraterne at bakke op, ved at omdøbe H.C. Andersen Boulevard til "Bjerregaard Boulevard".
- DR Sjælland fortæller om planer for et nyt Rigshospital, der skal bygges på øen Skanholm der opstår når man bygger broen over Femern Bælt. → Historien

### Internettet
- Randers FC har valgt at gøre op med trænerduoens bad boy-image og sender Tøfting og Faxe i dannelsesskole→ Historien Arkiveret 28. april 2012 hos  Wayback Machine
- Jobindex søger for Københavns Turistråd afløsere for Den Lille Havfrue, der skal udstilles i Kina. → Historien Arkiveret 19. januar 2022 hos  Wayback Machine
- Bornholmstrafikken tager nye midler i brug for at få kunder i butikken. Nu kan man benytte gratis fitness på færgen, og samtidig få nedsat billetprisen. → Historien Arkiveret 29. februar 2012 hos  Wayback Machine
- DR Musik fortæller at Big Fat Snake bliver genforenet på årets Roskilde Festival, når de skal åbne Orange Scene. → Historien Arkiveret 4. april 2009 hos  Wayback Machine
- Take Off har en nyhed om at Sir Richard Branson's flyselskab Virgin Atlantic vil åbne en ny flyrute imellem København og Grønland, og donere en del af overskuddet til bl.a. Verdensnaturfondens arbejde for at redde den grønlandske indlandsis. → Historien Arkiveret 8. december 2004 hos  Wayback Machine
- JBU indfører regel om ekstra spiller på banen i fodboldrækken serie 6, hvis et hold er bagud med 3-0. Dette gøres, da det har været en stor succes i børnerækkerne. → Historien (Webside ikke længere tilgængelig)
- Tænk, som er Forbrugerrådets blad, fortæller at Facebook nu vil betale brugerne for at bruge deres billeder. → Historien Arkiveret 4. april 2009 hos  Wayback Machine
- Ingeniøren har historien om, at en hemmeligt anbragt GPS-tracker har sporet Stein Bagger's diamant til 40 millioner kroner i nærheden af Kastellet. → Historien Arkiveret 4. april 2009 hos  Wayback Machine
- Version2 har en artikel om Danmarks Radio's planer om et web-overvåget afregningssystem til licensen. → Historien
- CRN fortæller, at finansminister Lars Løkke Rasmussen vil give it-investoren Ib Kunøes selskab ATEA ti års monopol på at levere it til staten, regioner og kommuner → Historien
- Skatteministeriet går ind i dyrebranchen. De vil sponsere det nye gribbeanlæg i København ZOO. → Historien (Webside ikke længere tilgængelig)
- MediaWatch har opsnuset historien om at Dagbladet Information er blevet opkøbt af en kinesisk milliardær, der vil gøre den til en husstandsomdelt gratisavis. → Historien Arkiveret 3. april 2009 hos  Wayback Machine
- Aalborg Universitet fortæller, at universitetets forskere i samarbejde med Aalborg Kommune har dekoreret byens havn med et par store bryster. → Historien
- Det Radikale Venstre i Aarhus vil udvide Aarhus Festuge til at vare en hel måned. → Historien
- Feltet.dk fortæller, at Bjarne Riis udgiver en digtsamling. → Historien Arkiveret 8. april 2009 hos  Wayback Machine
- Boldklubben Frem har skrevet kontrakt med Søren Larsen, der dermed går 5 mio. kr. ned i årsløn. → Historien Arkiveret 3. april 2009 hos  Wayback Machine
- Århus GF fortæller, at Dimitri Kuzelev overraskende er blevet udtaget til det russiske landshold. → Historien
- Altinget.dk skriver, at Københavns Metro etablerer en station under Christiansborg i stedet for den tidligere planlagte station ved Gammel Strand. → Historien Arkiveret 19. januar 2022 hos  Wayback Machine
- Newz.dk rapporterer at der vil komme store forbedringer i Internet Explorer 8.1 → Historien
- hockeymagasinet.dk fortæller at OB overtager driften af Bulldogs. → Historien
- kanalfrederikshavn.dk: Ishockeyspilleren Mike Grey skifter sensationelt fra Frederikshavn White Hawks til Rødovre Mighty Bulls. Det er først og fremmest et job i marketingsafdelingen i fodboldklubben Brøndby IF, som har fået Mike Grey til at forlade Frederikshavn. → Historien
- BarcelonaFC.dk: Nicklas Bendtner ligner mere og mere en mand, der er fortid i Wolfsburg. Senest har tyskerne meddelt den kontroversielle dansker, at han ikke er ønsket til træningen, og det har fået Bendtners agenter til at se sig om efter en ny klub. → Historien
- FCBarcelona.dk: FC Barcelona bliver frataget seks point i den spanske liga og er ude af den spanske pokalturnering Copa del Rey, da deres gule udebanetrøje gør spillerne svære at se for modstanderen. → Historien Arkiveret 4. april 2009 hos  Wayback Machine
- Totalbold.dk: Vejle Boldklub skriver kontrakt med den tidligere landsholdsspiller og udlandsprofessionelle fodboldspiller Thomas Gravesen. Denne bliver dog ansat som spillende træner, som erstatning for netop fyret Ove Christensen. → Historien
- Skagens Avis fortæller om at der bliver opstillet en vindmøllepark på den nye havneudvidelse i Skagen Havn. → Historien
- JesusNet.dk varsler en offline version af siden i form af et trykt magasin → Historien Arkiveret 19. januar 2022 hos  Wayback Machine
- Syddansk Universitet i Odense indfører pr. 15. april, sammen med Odense Kommune, betaling på cykelparkering på SDU’s område. Pris 5 kr./dag; dog med rabatter på måneds- og semesterkort.
- esconnet.dk Linda Andrews har så meget X Factor, at hun skal med til Moskva og deltage i Eurovision Song Contest. → Historien (Webside ikke længere tilgængelig)
- Pressefotografforbundet kunne afsløre, at fire fotografforbund (Pressefotografforbundet, DJFotograferne, Dansk Filmfotograf Forbund og Dansk Fotografisk Forening) skulle fusionere til ét stort forbund. Forbundet skulle så opdeles i forskellige divisioner, der havde til formål at varetage hver deres særinteresser. Eksempler på divisionerne var Division Presse, Division Reklame og som noget nyt, Division Alarm, der skulle omfatte de utallige 112-fotografer, der fotograferer ulykker, brande m.v. → Historien Arkiveret 27. februar 2012 hos  Wayback Machine
- Fodboldklubben AB Gladsaxe meddeler at der i forbindelse med overgangen til deres nye stribede spilledragt er sket en fejl, så de må spille sæsonen færdig i rødt og hvidt i stedet for de traditionelle grønne og hvide farver. → Historien Arkiveret 5. maj 2011 hos  Wayback Machine

## 2010

### Aviser og blade
- Ekstra Bladet: Bent Falbert skal være spindoktor for statsminister Lars Løkke Rasmussen.→ Historien
- Politiken: Dansk Sprognævn vil afskaffe det stumme h i en række ord.→ Historien
- Fyns Amts Avis: Vil fremover udkomme i en 3D-udgave – rød/grøn-farveblinde skal kun betale 2/3 abonnement → Historien
- Computerworld: Hjem-Is skal levere 4G-internet gennem hotspots på isbilerne.→ Historien
- Berlingske Tidende: Dronning Margrethe har fået stjålet nogle af sine kunstmalerier.→ Historien

### TV
- DR1 TV Avisen og P4 København rapporterer, at en flok piratfisk er sluppet fra Danmarks Akvarium ud i Øresund, og at Beredskabsstyrelsen derfor har sat advarselsskilte op langs kysten fra Nordhavn til Bellevue. → Historien
- TV 2 Vejret påstår i Go' Morgen Danmark, at der bliver op til 23 °C i 2. påskedag – hvor middeltemperaturen ellers ligger omkring 10ºc i resten af påsken. → Historien (Webside ikke længere tilgængelig)
- TV 2 Sport fortæller, at vand i dækkene vil give Saxo Bank-sejr. → Historien Arkiveret 20. september 2011 hos  Wayback Machine
- TV 2/Lorry beskriver, hvordan der i Frederiksberg Have er set en flodhest i kanalerne . → Historien Arkiveret 19. januar 2022 hos  Wayback Machine
- TV/Midt-Vest fortæller at Søren Gade bliver tv-vært i et samtaleprogram. → Historien Arkiveret 6. april 2010 hos  Wayback Machine
- TV 2 NEWS og TV 2 Nyhederne fortæller om Naturhistorisk Museums aprilsnar, der er den nye Den Lille Havfrue, opstillet på Langelinie. → Historien Arkiveret 4. april 2010 hos  Wayback Machine

### Internet
- Xboxlife.dk bringer en nyhed om gratis udvidelse til Modern Warfare 2 → Historien
- Det fiktive teater Vestre Gasværk søger via Jobindex statister til "Erik & Annie – the Musical" → Historien
- Københavns Turistråd (fiktivt) søger via Jobbsafari.se svenske havfruer til at afløse Den lille Havfrue, mens hun er i Shanghai → Historien (Webside ikke længere tilgængelig)
- Ungnyt.dk: Sidney Lee bliver X Factor-dommer i 2011 → Historien Arkiveret 5. april 2010 hos  Wayback Machine
- Altinget.dk: Folketinget hjem for sjælden fugl ("Raphus cucullatus") → Historien Arkiveret 19. januar 2022 hos  Wayback Machine
- Se og Hør melder, at Amalie fra Paradise Hotel skal agere vikar for Go' Morgen-værten Ida Wohlert → Historien Arkiveret 4. april 2010 hos  Wayback Machine
- FDM travel: Rejsefilm på dialekt → Historien Arkiveret 4. april 2010 hos  Wayback Machine (og Ekstra Bladets historie herom)
- esconnet.dk fortæller, at DR har booket Parken til Eurovision Song Contest 2011 da DR er sikre på sejr. → Historien (Webside ikke længere tilgængelig)
- DMI beretter, at Projekt Pendlerdoping (fiktivt) i samarbejde med privathospitalet Ophelia (fiktivt) vil tilbyde medicinsk starthjælp til cykelpendlere. Forbilledet skulle være et lignende nederlandsk projekt, hvor deltagerne fik injiceret "små mængder steorider og epo". → Historien Arkiveret 6. maj 2010 hos  Wayback Machine
- DFDS reklamerer på rederiets hjemmeside for en enestående rejse, hvor man i uge 15 planlægger at fragte Rundetårn til Oslo. Du kan købe billet til rejsen for blot 100 kroner. → Historien
- Jobindex søger statister til den musikalske forestilling 'Erik & Annie – the Musical': Drømmer du om at synge og danse på en scene? Elsker du at læse om de kendte? Og vil du være med i Danmarks første docu-reality musical? Så har du chancen for at kombinere det hele ved at deltage i musicalen om Erik og Anni, lyder det i annoncen. [ → Historien]
- Fyens Stiftstidende er klar med et banebrydende tiltag om at lave netavisen i 3D. Læserne skal blot bestille et par gratis briller. → Historien
- M1 lover dobbelt så hurtigt internet, hvis man svinger det mobile modem og dermed udnytter centrifugekraften. → Historien Arkiveret 5. april 2010 hos  Wayback Machine
- Bold.dk beretter, at Frank Buch-Andersens stop i Brøndby IF blev fuld af drama, efter at direktøren på Facebook udtrykte kritik af Per Bjerregaards ledelse. → Historien
- Fodbold.nu står påstår, at Messi har revet sit korsbånd over og ikke kommer med til VM. Det skete, da han vill vise, hvordan CesC Fabregas blev skadet. De to har væddet om, hvem der har de flotteste krykker. → Historien Arkiveret 4. april 2010 hos  Wayback Machine

- Den tyrkisksprogede avis Haber bringer på deres hjemmeside nyheden om, at tidligere statsminister Anders Fogh Rasmussen har tyrkiske aner. Ifølge avisen er Foghs tipoldefar en tyrkisk sørøver, der hærgede Shetlandsøerne og Færøerne i 1700-tallet. → Historien Arkiveret 6. april 2010 hos  Wayback Machine

- Dansk Folkeparti hævder, at gruppeformand Kristian Thulesen Dahl er inviteret til Washington af præsident Barack Obama. Thulesen Dahl skal vise, hvordan god mad på bordet kan fremme selv meget svære politiske forhandlinger. Helt konkret har amerikanerne hæftet sig ved, hvordan den danske nationalspise flæskesteg med rødkål ofte spreder god stemning under vanskelige politiske forhandlinger. → Historien Arkiveret 6. april 2010 hos  Wayback Machine

- CRN.dk skriver, at EU indfører pant på PC'er. → Historien

- Bornholms Tidende oplyser, at trafikminister Hans Christian Skik vil kæmpe for katamaranen Leonora Christina, der skal sejle mellem øen og Havnegade i det indre København. Det skal ske med respekt for Leonora Christina, som netop sad fængslet på Christiansborg. → Historien

- En særlig styrke af ingeniører skal ifølge fagbladet ing.dk inspicere landets gårde for at opsnuse landbrugssjusk og forhindre flere tagkollaps. → Historien Arkiveret 3. april 2010 hos  Wayback Machine

- Statens Museum for Kunst havde i dagens anledning fundet en erstatning for Den Lille Havfrue – et skelet. → Historien Arkiveret 4. april 2010 hos  Wayback Machine

- Skagens Avis beretter, at det på et ekstraordinært byrådsmåde i Frederikshavn Kommune blev besluttet at afskaffe betegnelserne "Skagen" og "Sæby". Disse skal i stedet erstattes af "Frederikshavn". → Historien

- Gamereactor.dk fortæller om afsløringen af World of Duty et spil, der angiveligt skulle blande Call of Duty-spillenes FPS-elementer med MMORPG-elementer som World Of Warcrafts. → Historien

### Radio
- P4 Syd beretter om, at en mand ved navn "Peter" i Hovborg har fanget en ulv. Hvis man har lyst, kan man komme forbi og se den. I udsendelsen ringer de bl.a. til Richard Østerballe fra Givskud Zoo og får en snak med ham om, hvad man skal gøre ved den. → Historien
- P4 Sjælland fortæller, at en kommission med tidligere biskop Jan Lindhardt i spidsen er blevet nedsat for at beslutte, om påsken skal rykkes et par uger frem. Dette skyldes, at der angiveligt er for dårligt vejr i påsken. → Historien
- P4 København beretter, at en flok piratfisk er blevet sluppet ud fra Danmarks Akvarium i Charlottenlund og nu svømmer rundt i Øresund. → Historien
- P4 Trekanten beretter, at Jellingstenene skal flyttes til København. → Historien

## 2011

### Aviser og blade
- MetroXpress oplyser, at det danske atomaffald skal deponeres under det nedrevne Ungdomshuset på Jagtvej 69, da Metro Cityring alligevel graver i undergrunden ved Nørrebros Runddel → Historien Arkiveret 5. april 2011 hos  Wayback Machine
- Ekstrabladet.dk skriver at Caroline Wozniacki torsdag d. 24 marts skiftede fra dansk til polsk statsborgerskab. → Historien
- BT.dk melder at Peter Birch fra Paradise Hotel stiller op i Folketinget for DF, som følge af at han mødte Pia Kjærsgaard til optagelserne af Fangerne på Fortet. → Historien
- Kristeligt Dagblad beretter på sin hjemmeside, at metroudgravninger i København viser, at der har levet muslimer i Danmark siden 1200-tallet. → Historien
- Politiken.dk meddeler at som følge af jordskælvet i Japan, har undergrunden under Danmark forskudt sig, så Danmark er skrumpet ind med ca. 30 kvadratkilometer. Værst er det gået ud over området omkring Rudbøl Sø, ved grænsen mellem Tyskland og Danmark.→ Historien Arkiveret 4. april 2011 hos  Wayback Machine
- Fyens.dk oplyser, at en fynsk it-mand har udviklet et program til en smartphone, han anvender til at scanne fosteret i sin gravide kærestes livmoder → Historien
- Berlingske.dk bringer en aprilsnar om at den danske folketingspolitiker Naser Khader har ændret navn til Naser Niels Khader fordi det er "helt naturligt for mig at føje noget dansk til mit navn". → Historien
- Urban skriver på side 4 (Karina Edlund Jensen: "Forening: Linje 3 burde forbydes") at Christian A. Schnar har oprettet foreningen "Stop gendannelser nu", for at protestere mod gendannelser af fx Linje 3. Det skal udløse bødestraf, med mindre gendannelsen sker på grund af nyt kunstnerisk materiale – og ikke blot for at tjene penge → Historien.
- 24timer skriver på side 6 (Thomas Ambrosius: "Slik bliver accepteret i ny kostpyramide") at en modereret kostpyramide med en smule slik, sodavand og chips i fik forsøgspersoner til at spise 55 procent mere fisk, 32 procent mere frugt og grønt, men kun 4 procent mere slik og 2 procent mere is. Tallene er fra et forskningsprojekt der løb fra 1. april 2010 til 1. april 2011. Forskellen skyldes at det er nemmere at spise 'det sure med det søde' → Historien.
- Aarhus Stiftstidende kan afsløre, at AGF vil starte et fodboldakademi i Zanzibar. Aftalen er underskrevet med landets fodboldforbundsformand J. Oke Ranslirpa. → Historien

### TV
- TV 2-programmet Go' Morgen Danmark kan afsløre, at realitystjernen Sidney Lee i virkeligheden er en psykologistuderende fra Aalborg Universitet → Historien Arkiveret 4. april 2011 hos  Wayback Machine.[22]
- DR1 TV Avisen meddeler at Birthe Rønn Hornbech skal være x-factor-dommer i 2012. Da journalisten til sidst spørger, hvornår finalen næste år bliver, svarer hun at det bliver den 1. april.

### Internet
- Xboxlife.dk bringer en nyhed om, at Microsoft har planer om at indføre et nyt revideret achievement-system. → Historien
- Fodboldklubben AB Gladsaxe skriver at en ny letbane, som Gladsaxe Kommune vil opføre i samarbejde med 10 andre kommuner, vil stoppe ved Gladsaxe Stadion. Derudover planlægges opførelsen af endnu en letbane inde på stadion så tilskuerne kan se en kamp fra forskellige vinkler. → Historien Arkiveret 5. maj 2011 hos  Wayback Machine
- Arbejderen.dk underholder med en aprilsnar om at Kommunekemi i Nyborg skal destruere atomaffald fra det ødelagte Fukushimaværk i Japan. → Historien Arkiveret 29. oktober 2013 hos  Wayback Machine
- Ifølge Altinget.dk bliver Folketinget i 2012 beriget med endnu et værk, der skal minde eftertiden om Anders Fogh Rasmussen. Der er tale om en ualmindelig høj buste udført af den britiske provo-kunstner Marc Quinn → Historien
- Bold.dk fortæller historien om at UEFA gerne ser at vinderen af den danske pokalturnering får den anden Champions League-plads Danmark har til rådighed fra næste sæson. → Historien
- Fodboldklubben Brøndby IF meddeler på deres hjemmeside at man til holdets kamp mod Randers FC den 25 April, vil teste et nyt billetsystem som går under navnet "Blod for billet", hvor man ved køb af billet skal "aflevere" en halv liter blod, og ved indgangen i Randers vil fans så blive testet for at se om det stemmer overens med billetten.  → Historien Arkiveret 3. april 2011 hos  Wayback Machine
- Computerworld afslører, at Folkekirken vil tilbyde unge adgang til superhurtigt internet i kirkerne. → Historien
- Danmarks Radio skriver på deres hjemmeside www.dr.dk at det for fremtiden vil være slut med honningkager, da nye EU-regler kræver at man på varedeklarationen skal kunne læse i lige præcis hvilken kommune, bien har hentet sin nektar.→ Historien
- Danmarks Radio skriver på www.dr.dk at Sverige kræver statuen af Holger Danske udleveret fra Danmark.→ Historien
- DFDS Seaways vil forsøge at spare på brændstoffet på Oslo-færgen ved at appellere til de rejsende om at bevæge sig mindst muligt, ved at slukke for det meste lys kl. 19 og ved at tage 13 kr ekstra for at gennemstege bøfferne. → Historien
- DMI skriver at der er observeret en ny nedbørtype over Danmark som er superhagl.  → Historien Arkiveret 4. april 2011 hos  Wayback Machine
- Hjemmesiden filmz.dk bringer et billede fra den angiveligt kommende film "The Doberman Gang" med Jim Carrey, Martin Lawrence og John Goodman. Filmen skulle dels være baseret på "The Doberman Gang" fra 1973 og dels på de danske Olsenbanden-film. → Historien
- Gigtforeningen vil spare på omkostningerne ved at flytte sine lokaler til Grønland. De ansatte og deres familier skal have sagt ja til at flytte derop. → Historien
- JV.dk bringer en aprilsnar om at EU har indført en skat på e--mail, så alle afsendere fremover skal betale 1 cent for hver afsendt mail. → Historien Arkiveret 4. april 2011 hos  Wayback Machine
- Kommunen.dk kan fortælle, at Aarhus' borgmester byder Muammar al-Gaddafi velkommen i det jyske, og tilbyder ham asyl. → Historien Arkiveret 6. april 2011 hos  Wayback Machine
- Kilroy Travels lancerer en velkommen hjem pakke for rejsende.  → Historien
- Bandet Magtens Korridorer meddeler via deres profil på Facebook at de skifter navn til "JOHAN OLSEN & magtens korridorer" for at gøre opmærksom på at der er en kendt med. Hvis man har købt deres cd'er kan man rekvirere et klistermærke med det nye navn ved at sende en mail til deres pladeselskab Universal.
- Mobiltelefonselskabet M1 præsenterer et videoindslag, hvor M1 præsenterer sine første erfaringer med at lade chimpanser fra Aalborg Zoo udføre kundeservice for selskabets kunder. → Historien
- Microsoft løfter sløret for en sponsoraftale med Danmarks Radio, der vil lade næste års X-Factor-konkurrence ændre navn til Xbox-Factor og give kandidater mulighed for at aflægge audition via Microsofts spilkonsol, XBox kinect → Historien
- MinByAalborg.dk fortæller, at Fælleslisten har opdaget, at de fleste danske statuer vender mod København, og at man derfor vil vende Cimbrertyren i Aalborg. → Historien Arkiveret 5. april 2011 hos  Wayback Machine
- Odense.dk - Odense skifter navn til "Oense", da de vil stå stærke international med et navn uden blødt D

- Nybolig.dk fortæller at i et forsøg på at hjælpe nye husejere, har Nybolig i samarbejde med Institut for Genetik og Bioteknologi på Aarhus Universitet udviklet en ny type snegl der dræber dræbersnegle. → Historien Arkiveret 5. april 2011 hos  Wayback Machine
- PC World skriver at nye fladskærme vil gå i sort i 2012 når vi skifter til digitalt signal på antenne- & kabel-tv da de er solgt med en spansk tv-tuner i stedet for en dansk.  → Historien
- Recordere.dk skriver at YouSee lancerer billig sorthvid tv-pakke. → Historien og at DRHD vil skifte til DR3D og fylde sendefladen ud med 3d optagelser af bonderøven → Historien
- Sporten.dk skriver om det chok i dansk fodbold, der kom ved oplysningen om at Egil "Drillo" Olsen skal være ny træner for Danmark → Historien
- Sportenkort.dk skriver, at NFL i et forsøg på at komme lockouten i ligaen til livs, vil tvinge de nuværende ejere til at sælge klubberne → Historien Arkiveret 5. april 2011 hos  Wayback Machine
- Star tour meddeler, at de vil bygge en flydende ø på 500 m i diameter, hvorpå deres nye hotel skal ligge. → Historien
- DR Troldspejlet fortæller, at Microsoft lancerer en spilkonsol beregnet på piger og kvinder, Y-box 720  → Historien
- Viborg Håndboldklub meddeler at Anja Andersen tiltræder som cheftræner for dameholdet og at hun medbringer den 3-årige hund "Buller" som assistent  → Historien (Webside ikke længere tilgængelig)
- Det homo-, bi- og transseksuelle nyhedsmedie XQ28.dk spøger med at være blevet til et medie udelukkende for heteroseksuelle.→ Historien
- Nibe Festivalen annoncerer at de i forbindelse med udgravning af nye toiletfaciliteter, har fundet resterne af en mammut. I forbindelse hermed, skiftes maskotten ud med en mammut i stedet for den nuværende gris. Samtidig ændres festivalens øgenavn fra "Den lille fede" til "Den store fede". → Historien
- videnskab.dk har en historie om at der i iskerneboringerne i den grønlandske indlandsis er fundet en fossil finger. DNA-forskeren professor Eske Willerslev er nået frem til at det er fra en skabning, som tilsyneladende ikke kan spores tilbage til kendt liv på Jorden. Undersøgelserne er bekræftet af Ran Lirpa-instituttet i Tel Aviv. → Historien
- GearNYT.dk – en mindre nyhedsside bringer nyheden om at de danske tv-kanaler fremover vil blive sendt i sort/hvid. → Historien Arkiveret 2. april 2011 hos  Wayback Machine
- Apple-TV.dk – en historie om at funktionen "Find min iPhone" nu også er kommet til Apple TV, der gør det muligt at finde sit Apple TV hvis det bliver stjålet. → Historien Arkiveret 6. april 2011 hos  Wayback Machine
- historienet.dk skriver at indianerne opdagede Europa før europæerne opdagede Amerika. Indianernes efterkommere har derfor gjort krav på store landområder i Spanien, hvor en indianerbosættelse netop er udgravet.→ Historien
- natgeo.dk bringer nyheden at firmaet Nordisk Freon, hvis primære forretningsområde er produktion af drivhusgassen freon, har opfundet en "ozonspray", der beskytter mod uv-stråling og dermed minimerer chancen for hudkræft.→ Historien
- komputer.dk skriver at Microsoft har stoppet udviklingen af Windows, fordi firmaet ikke mener at styresystemet kan blive bedre. → Historien
- iform.dk melder at man taber sig helt automatisk, blot man lader være med at blive klippet. Kroppen forsøger nemlig at reparere sig selv ved at sende næring ud til slidte hårspidser. → Historien

### Radio
- I P4 København kunne man høre, at man klokken 16 vil opleve at der bliver byttet om på det kolde og det varme vand i hanerne. Ny teknologi viser at man på den måde vil kunne sprænge kalken væk fra rørene. Per Jacobsen fra Københavns Energi fortæller at man på den måde vil prøve at fjerne kalken fra de op til 100 år gamle vandrør. Forsøget vil vare til mandag, hvor effekten vil blive evalueret. → Historien
- I P1 morgen kunne man høre at Claus Meyer havde solgt Meyers Deli til Dubai. Efter succesen med det nye nordiske køkken vil han nu til at lave mad af invasive arter: bjørneklo, mårhund og iberisk skovsnegl. Som et eksempel blev det nævnt at mårhund svøbt i bjørneklo og pocheret i nogle dage, blev som smør.
- I P1's program KulturNyt fortaltes det at Holger Danske er svensk og skal leveres tilbage til Sverige. [24]

## 2012

### Aviser og blade
- Ekstrabladet.dk skriver at Jean Michel skal være X-factor dommer næste år. → Historien
- Politiken beskriver en ny app til smartphones, der via bluetooth kan aflytte andre telefonsamtaler i nærheden. → Historien Arkiveret 1. april 2012 hos  Wayback Machine
- b.dk: EU vil stoppe Råbjerg Mile → Historien
- metroxpress.dk: Slut med danske frimærker fra nytår. → Historien (Webside ikke længere tilgængelig)
- astronomibladet.dk: Galaksejet rammer Jorden om 20 år → Historien
- ing.dk: Du må holde dig: IC4 skal køre uden toiletter- → Historien (Webside ikke længere tilgængelig)

### Tv
- Deadline på DR2 kl. 22.30 afslutter med et indslag om at alle i Nordkorea kollektivt vil tilslutte sig katolicismen.

### Internet
- Hjemmesiden HardwareOnline.dk skiftede navn til Funkybananaclub.dk → Historien (ekstra nyhed med fremtiden for funkybananaclub.dk → Historien)
- Version2.dk skriver, at kildekoden til it-skandaleprojektet Polsag genopstår som open source. → Historien
- Oslobåden ombygges til Nordens Monaco → Historien
- videnskab.dk: Dinosaurus-bøf skabt på Danmarks Akvarium: → Historien
- dmi.dk: Galaksen giver gratis strøm om 20 år. → Historien Arkiveret 3. april 2012 hos  Wayback Machine
- computerworld.dk: Ny løsning fra Skat: Print selv din nummerplade. → Historien
- Dansk Skak Union meddeler at "Jetsmark udelukket fra Europa Cuppen" pga. at Jakob Vang Glud har overtrådt Europæiske Skak Unions dress code → Historien Arkiveret 2. april 2014 hos  Wayback Machine
- GearNYT.dk: Google dropper deres nye søgealgoritme, og fremover går de tilbage til det gamle Google. → Historien (Webside ikke længere tilgængelig)
- Xboxlife.dk: Activision og Electronic Arts indgår aftale. → Historien
- sportenkort.dk: Jimmy Bøjgaard bliver Caroline Wozniackis nye træner. Til gengæld skal Wozniacki være gæstevært på TV2 Sports NFL-udsendelser. → Historien (Webside ikke længere tilgængelig)
- golf.dk: Dansk Golf Union søsætter kampagnen "Det bar' golf", der skal rekruttere medlemmer til golfklubberne fra naturistmiljøet. → Historien
- cykelmagasinet.dk: Post Danmark Rundt skal i 2013 starte i Flensborg, Tyskland, og ZDF vil live-transmittere hele etapeløbet. → Historien Arkiveret 28. oktober 2013 hos  Wayback Machine
- sporten.dk: Mikkel Kessler skal have amputeret en skadet finger. → Historien Arkiveret 4. april 2012 hos  Wayback Machine
- jobindex.dk: Statsministeriet søger en særlig seniorrådgiver til at flytte pressens opmærksomhed fra kritiske og samfundstruende nyheder til mindre, ubetydelige sager. → Historien

### Radio
- P4 Sjælland: Obama kommer til Lolland. → Historien
- P4 Fyn: Den gamle Ærø-færge skal være danserestaurant. → Historien
- P4 København: Børnene i de københavnske børnehaver skal til at producere strøm igennem deres gynger.

## 2013

### Aviser og blade
- Søvndal vil tilbage som SF-formand[25]
- Danske meteorologer skal være dygtigere[26]
- Indisk guru skal løse lærer-konflikten[27]
- Noma anmeldt for græstyveri[28]
- Ny Bond-film skal optages på Oslobåden[29]
- James Bond-film skal filmes på Sydfyn[30]
- Illustreret Videnskab: Forskere genopliver T. rex[31]
- Jan Fog flytter marked til Vestegnen[32]
- Lars Barfoed flytter ud af sin pamper-lejlighed. Den konservative partiformand overdrager sin attraktive lejlighed på Frederiksberg til trængende familie[33]
- En rig russer skal forvandle Sønderborg Kaserne til en futuristisk gylle-fabrik[34]

### Tv
- TV2 Fyn bringer et indslag om at pingviner i Odense Zoo skal trænes til at flyve[35]
- TV 2-programmet Go' Morgen Danmark meddeler at alle vejr-værterne på TV 2 er blevet fyret, efter at de har lavet alt for mange fejlagtige vejrprognoser.

### Internet
- Jobindex lancerer akutdating for folk, der har været single mere end to år. [36]
- Enhedslistens folketingsmedlem Per Clausen skriver på sin Twitter-profil, at han også har meldt sig ind i Socialdemokraterne.[37]
- Tv-værten Emil Thorup skriver på sin Facebook-profil, at han stopper som tv-vært i DR for at åbne en restaurant og natklub sammen med René Dif og Remee. [38]
- Blogonline skriver at "Farfar laver sovsen" - forsættelse til "Far laver sovsen" får premiere i 2014 med Jonatan Spang som instruktør.[39]
- Køb reklamefrit dmi.dk over din elregning[40]
- Sporten.dk skriver at alle FCK-spillerne er blevet vegetarer[41]
- SAS annoncerer på Facebook, at de som det første flyselskab i verden har installeret ’Like’-knapper på udvalgte fly [42]
- Midttrafik annoncerer på Facebook, at alle de blå busser fra 2. april bliver malet i en reflekterende pink farve [43]
- Just-Eat skriver at de af miljømæssige og økonomiske årsager begynder at bringe pizzaer ud til hest [44]
- Holsted Speedway Klub skriver, at Tommy Knudsen gør comeback [45]
- Pointshop.dk lancerer "PointTattoo". Brugerne kan så tjene point, alt efter hvor de bliver tatoveret [46]
- Norwegian Danmark annoncerer på Facebook, at snuden på deres fly fremover vil være gul, da farven er forbundet med gode tilbud [47]
- MobilTjek.dk skriver at gamle Nokia mobiltelefoner kan være flere tusinde kroner værd grundet brug af palladium i printpladerne [48]
- Debattøren Mathias Tesfaye skriver på sin Facebook, at han er konverteret til kristendom [49]
- På Facebooksiden NordjyllandOnline afsløres det, at regionen fremover skal fritages for moms, i et forsøg på at stoppe grænsehandlen [50]
- Ingeniøren skriver, at der er fundet skifergas under Enghave Plads [51]
- Kristeligt Dagblad skriver, at skoleelever skal have obligatorisk kristendomsundervisning under lærerlockouten [52]
- Dansk Folkeparti kræver at overgangen til sommer- og vintertid flyttes en måned på grund af den strenge vinter [53]
- Fodboldhjemmesiden bold.dk beretter, at DBU skærper stadionkrav i Danmarksturneringen i fodbold for at undgå aflyste kampe, grundet frost i banen [54]
- Skagens Avis rapporterer, at Frederikshavn Kommune har besluttet at leje et flydende parkeringshus i 6 etager til Skagen Havn [55]
- Eventsitet Billetto annoncerede i deres nyhedsbrev, at sangeren Madonna vil spille en ekstraordinær gratiskoncert på Rådhuspladsen i København i forbindelse med udspilingen af verdens dyreste musik [56]
- Lotto24.dk lancerer "Adoptionslotto". Vind og vælg dit barn på hjemmesiden som efterfølgende leveres direkte til din adresse [57]
- Historienet.dk modtager efterretninger om, at et lille samfund af Tempelriddere har levet skjult i en dal i Syrien siden det 12. århundrede. Tempelridderne har ingen anelse om, at Korstogene er afsluttet.[58]

## 2014

### Aviser og blade
- Bornholms Tidende oplyser, at det er teknisk muligt at lægge en ølledning fra Svaneke Bryghus til Café Genlyd i Ekkodalen.[kilde mangler]
- Ekstra Bladet skriver, at Storebæltsbroen sælges til Goldman Sachs.[59]
- Kunstnyt fortæller, at Bo Lidegaard bliver personalechef i Det Hvide hus.[kilde mangler]
- Netto meddeler i stort opsatte annoncer om nye hyperafdelinger kaldet Brutto i De hollandske Antiller etc.[kilde mangler]
- GAFFA skriver at One Direction splitter op [60]
- Motor Magasinet: Dæk bliver immune over for mårbid [61]
- Horsens Posten skriver, at der er fundet en ulvegrav under jernbanebroen mellem Vestbirk og Gammelstrup, og at arbejdet med frilægningen derfor er gået i stå.[62]
- metroxpress oplyser at svenske hackere har stjålet Sex & Samfunds database om Kussomaten. Billeder med tilhørende navne er solgt til den russiske pornoside its-a-jungle-down-there.com. Bl.a. Pernille Højmark blev nævnt på siden, og har netop tabt en retssag om ydmygelsen[63]. Den 2. april hoppede news.dk på aprilsnarren[64].
- Computerworld: "Tusindvis af nye fladskærme er dødsdømte om et halvt år". [65]

### Internet
- DR har en artikel om elektriske ål som en alternativ energikilde.[66]
- Rejsesitet Takeoffer.dk solgte rumrejse til halv pris.[67]
- Jobportalen Jobindex.dk oprettede uden samtykke med Københavns Zoo et jobopslag med stillingen 'marketingschef' til at lancere taskekollektionen "Marius".[68]. Efter vrøvl med bl.a. zoo-havens sponsorer trækkes den tilbage som 'en mislykket aprilsnar'.[69]
- Cykelmagasinet: Vildt, Herning bygger enormt cykelbjerg.[70]
- Flyvevåbnet: Nye transportopgaver til helikopterne.[71]
- Mobiltjek: Ny app fra Den Europæiske Rumorganisation ESA tager dig med på rumvandring via 8 satellitteleskoper[72]
- Ekstra Bladet skriver, spilfirmaet Lotto24.dk er blevet sagsøgt, fordi de har udelukket kvinder fra deres hjemmeside.[73]
- PLbold skriver, Bekræftet: Bendtner har fundet sin nye klub.[74]
- EU-Kommissionen fremlægger et forslag om at standardisere de europæiske alfabeter for at undgå 28 forskellige tastaturer. Desværre forsvinder 'Å'et, mens 'Æ' og 'Ø' er med blandt de endelige 35 bogstaver[75].

### Radio
- Radio Diablo i Svendborg bragte dagen igennem nyhedsindslag med Langeland Kommunes borgmester Bjarne Nielsen om at Langelandsbroen vil være spærret samtidig med Langelandsfestivalen.[76][77]

## 2015

### Aviser
- Dansk Sprognævn overvejer ny tegnsætning i tal.[78]
- Kong Henrik på 20-kronemønt[79]
- Efter successen med "1864" skal Bornedal instruere ny stor DR-serie[80]
- Kvindelig toptræner afløser Olsen[81]
- Alternativet vil give skatterabat til bofællesskaber[82]

### Internet
- 33 år gammel spaghettikode kan redde SKAT ud af it-suppedas[83]
- Microsoft forærer tusindvis af Lumia-telefoner væk for at fremme udbredelsen.[84]
- Din vejrudsigt skifter fra dansk till svenska[85]
- Nationalmuseet kæmper mod afskaffelse af vikingetiden[86]
- EnergiMidt køber Oleg Tinkoffs cykelhold og genansætter Bjarne Riis[87]
- Industrispionage: Et guldæg for Danmarks konkurrenceevne[88]
- Konference-stole med stød skal holde deltagere vågne[89]
- Blockbuster vil streame slikposen[90]
- Netto: Din leverpostej er lettet![91]
- FDM køber reklameplads på politiets nye fotovogne[92]
- Hos Travelmarket.dk kan man bestille tidsrejser.[93]
- Just Eat: Just date – Jagten på kærligheden[94]
- Nyt ulveindeks afslører ulvens indflydelse på boligmarkedet[95]
- Fjordavisen skriver, at Klaus Riskær vil være borgmester i Mariagerfjord Kommune.[96]
- SAS køber to Airbus A380 superjumbojetter[97]

### Radio
- Slut på en æra: Mads & Monopolet stopper til sommer[98]

## 2016

### Aviser
- DR laver borgerlig fortsættelse af 'Matador'[99]
- Ryanair får base på den gamle Furesø flyvestation[100]
- Peter Falktoft designer sko af brugte metroxpress-aviser[101]
- EU ude med hammeren: Forbud kan knuse de danske kammerjunkere. Karsten Joncher fra Dansk Selskab for Helhedsbevarelse advarer mod at kammerjunkere er under minimumsstørrelsen for kiks og kager, og derfor kun må sælges i knust form. − Metroxpress side 13

### Internet
- Netto sender et flyselskab på vingerne[102]
- Komplett.dk tilbyder nu boosting service.[103]
- Lukas Graham går solo – og skifter navn[104]
- Bendtner træner med klub i Nordsjælland[105]
- Politiet laver razzia mod mountainbikere i de danske skove[106]

### Sociale Medier
- Ny kollega i Nordsjællands Politi[107]
- OB skifter spillertrøje med prikket trøje fra hummel[108]
- Danske Bank lancerer dating app - Danske Dating[109]

## 2018

### Aviser
- Nationalmuseet vil servere oldtidsfund på ny restaurant[110]
- Eske Willerslev har opdigtet sin tvillingebror[111]
- Henrik Marstal får egen gade i København i Reel Ligestilling[112]
- Gasolin genforenes under nyt navn[113][114]
- Regeringen vil forbyde at tale udenlandske sprog i Danmark[113]
- Medina skal synge den danske VM-sang, Se og Hør[114]
- Ærø tager imod børn, der er ramt af lockout, Fyns Amts Avis[114]
- Vildsvinehegn skal lukke ulve ind via ansigtsgenkendelse. Citat: "...Vi glæder os derfor til at kunne tage en mere nøjagtig metode i brug,« siger Nils Arpar, der er professor i evolutionær biologi ved Senckenberg ..."[115]
- Miljøvenligt Formel-1-løb skal afvikles på den gamle landingsbane.[116]
- Svenskerne kræver Damestenen tilbage, Fyns Amts Avis [117]
- Superligaen udvides til 16 hold, som en del af en plan b.[118]

### Virksomheders aprilsnar
- Netto vil lancerer sin egen kryptovaluta "Bytcoin".[113]
- Rigspolitiet vil droppe de blå blink og gøre dem røde i stedet - danskerne har simpelthen mere respekt for de røde af slagsen, lyder det.[119]
- Midt-og Vestjyllands Politi: fotovognene kan genkende ansigter - det skal bruges til at udstede fartbøder til folk, der kører for stærkt på el-cykel.[119]
- Nordsjællands Politi og Polisen nordvästra Skåne bliver i 2019 slået sammen til én stor politikreds[119]
- Bilka vil indføre muligheden for at blive gift i dets varehuse[119]
- Arla vil lave mælk uden mælk[119]
- Ejendomsmæglere introducerer Black Friday-konceptet på boligmarkedet[119]
- Energi- og Klimaministeriet vil forbyde grillkul.[119]
- BoligPortal og Den Gamle By i Aarhus vil udleje museets huse[119]
- Cocio fjerner al kakao fra deres cacaomælk[119]

### Internet
- Mensa indrømmer nu, at Jorden er flad[120]
- Superledende Grøn Stikkontakt. Sparer 25% på strømmen[121] Citat: "...Serien med de nye grønne stikkontakter er opkaldt efter det nyopdagede superledende materiale Ranslirpa ..."
- Næstved bliver fremover til Nææstved.[122]

## 2019

### Aviser
- Ghita Nørby bliver radiovært[123]
- Chokbesked fra Jann Sjursen: Folkemødet flytter fra Bornholm i 2020 - i første omgang til Lindholm[124]
- Dansk Folkeparti: Riv nationalbanken ned[125]
- Pressemeddelelse: Kattens Værn åbner spa-afdeling![126]

### Virksomheders aprilsnar
- Mere affaldssortering for private på vej: 70 nye affaldstyper fordelt på 35 containere

### Internet
- MKBHD offentliggør den nye Google Pixel 4 og Google Pixel 4 Ultra [127]
- Good Mythical Morning smagstester det nye usynlige mad [128]

## 2020
Flere medier valgte at droppe aprilsnarren pga. Coronaviruspandemien og flere journalister henstillede til at man droppede aprilsnarren.
- Regeringen forbyder aprilsnar.[132]
- Nyt bibliotek bliver i tunnel under jorden.[133]

### Aviser og blade
- Klimaforandringer rammer Københavns metro: Skal stabiliseres på grund af vandskader efter vinterregn [134]

### Radio
- DR's radioprogram "Karantæne på P3" fortæller, at deres vært, Christian Bonde er død. Det misforståes som om de joker coronavirus.[135] Det er meningen det skal være hjerteproblemer der er dødsårsagen.

### Internettet
- VRIDSLØSELILLE FÆNGSEL GENÅBNES TIL HÅNDSPRIT-KRIMINELLE [136]
- Ny biomekanisk signatur skal øge IT-sikkerheden.[137]
- Pjerrot fængslet for at lave aprilsnar om sikkerhed[138]
- Endelig nyt om forårsturneringen [139]
- EU’S AFSKAFFELSE AF SOMMERTID GIVER DANMARK MULIGHED FOR AT IGNORERE EU-LOVGIVNING [140]
- Mensa løser stort mangelproblem med nyopfundet molekyleondulator: Omdanner alt Danmarks toiletpapir til Tinka-huer [141]
- Marts måned bliver forlænget med en uge, pga. Danmarks nedlukning. Fremover vil marts være på 38 dag og året være på 53 uger. [142]
- Boghandleren Bogreolen.dk melder at 1. april er rykket til to måneder senere grundet virusudbruddet. [143]

## 2023
- Elbiler skal køre hurtigere på motorvejen - ellers forvises de.[144]
- Politikerpension til alle.[145]

## 2025
- Grønland køber Donald Trump.[146]
- København skal være Tesla-fri zone.[147]
- Danmark tilbyder Donald Trump at købe Anholt i stedet for Grønland.[148]